# Contea di Cameron (Texas)
La contea di Cameron (in inglese Cameron County) è la più meridionale contea dello Stato del Texas, negli Stati Uniti, al confine con il Messico. La popolazione al censimento del 2010 era di 406 220 abitanti. Il capoluogo di contea è Brownsville.

## Storia
La contea è stata fondata nel 1848 e prende il nome dal capitano Ewen Cameron, soldato durante la Rivoluzione del Texas e nella sfortunata Mier Expedition.

## Geografia fisica
Secondo l'Ufficio del censimento degli Stati Uniti d'America la contea ha un'area totale di 1 276 miglia quadrate (3300 km²), di cui 891 miglia quadrate (2300 km²) sono terra, mentre 386 miglia quadrate (1000 km², corrispondenti al 30% del territorio) sono costituiti dall'acqua. A est, la contea confina con il Golfo del Messico.

### Strade principali
- Interstate 2
- Interstate 69E
- Interstate 169 (In costruzione)
- U.S. Highway 77
- U.S. Highway 83
- U.S. Highway 281
- State Highway 4
- State Highway 48
- State Highway 100
- State Highway 107
- State Highway 345
- State Highway 550

### Contee e municipalità confinanti
- Contea di Willacy - nord
- Matamoros (Tamaulipas, Messico) - sud
- Contea di Hidalgo - ovest

### Aree protette
- Laguna Atascosa National Wildlife Refuge (in parte)
- Lower Rio Grande Valley National Wildlife Refuge (in parte)
- Palo Alto Battlefield National Historic Site

## Amministrazione
L'agenzia federale United States Immigration and Customs Enforcement gestisce il Port Isabel Service Processing Center, che si trova in una zona non incorporata, adiacente al Port Isabel-Cameron County Airport.
Il giudice distrettuale statunitense Andrew S. Hane ha dichiarato nel 2013 che la corruzione nel sistema giudiziario della contea e del sistema giuridico era così diffusa che la maggior parte delle persone non credono a "ciò che non vedono".
L'Amministratore capo della Contea è David A. Garcia, mentre il vice-capo è Xavier E. Villareal. Lo sceriffo è Omar Lucio.

## Società

### Evoluzione demografica
| Anno< | Popolazione | ±%     |
| ----- | ----------- | ------ |
| 1850  | 8 541       |        |
| 1860  | 6 028       | −29.4% |
| 1870  | 10 999      | 82.5%  |
| 1880  | 14 959      | 36.0%  |
| 1890  | 14 424      | −3.6%  |
| 1900  | 16 095      | 11.6%  |
| 1910  | 27 158      | 68.7%  |
| 1920  | 36 662      | 35.0%  |
| 1930  | 77 540      | 111.5% |
| 1940  | 83 202      | 7.3%   |
| 1950  | 125 170     | 50.4%  |
| 1960  | 151 098     | 20.7%  |
| 1970  | 140 368     | −7.1%  |
| 1980  | 209 680     | 49.4%  |
| 1990  | 260 120     | 24.1%  |
| 2000  | 335 227     | 28.9%  |
| 2010  | 406 220     | 21.2%  |

### Educazione
I seguenti sono i distretti scolastici che servono la Contea di Cameron:
- Brownsville Independent School District
- Harlingen Consolidated Independent School District
- La Feria Independent School District
- Los Fresnos Consolidated Independent School District
- Lyford Consolidated Independent School District (parzialmente)
- Point Isabel Independent School District
- Rio Hondo Independent School District
- San Benito Consolidated Independent School District
- Santa Maria Independent School District
- Santa Rosa Independent School District
- South Texas Independent School District

## Media

### Stazioni radio
- KFRQ 94.5FM - Sito ufficiale
- KKPS 99.5FM - Sito ufficiale
- KNVO 101.1FM - Sito ufficiale
- KVLY 107.9FM - Sito ufficiale

### Giornali
- The Brownsville Herald (Prodotta dalla Freedom Communications, Inc. giornale con base a Brownsville, TX) - Sito Ufficiale
- Valley Morning Star (Prodotta dalla Freedom Communications, Inc. giornale con base ad Harlingen, TX) - Sito Ufficiale Archiviato il 16 febbraio 2007 nella Library of Congress Web Archives.